# オン・ア・ストーリーテラーズ・ナイト
『オン・ア・ストーリーテラーズ・ナイト』(On a Storyteller's Night)は、イングランドのハードロック・バンド、マグナムが1985年に発表した5作目のスタジオ・アルバム。FMレコード移籍第1弾アルバムとしてリリースされたが、バンドは後にポリドール・レコードとの契約を得て、結果的にはFMからの唯一のリリースとなった。

## 背景
本作よりジム・シンプソンが加入。また、フィル・ライノットと共に活動していたマーク・スタンウェイがバンドに復帰し、スタンウェイは2009年のインタビューにおいて当時の状況を「妻と子供3人を支えるために生計を立てる必要があって、その間フィルとチームを組んでいたのさ。僕は6週間マグナムを離れていただけで、それからも全部のアルバムに参加してきたし、公式に脱退したわけじゃないんだ」と語っている。
前2作に引き続き、ロドニー・マシューズがアートワークを手掛けた。プロデュースは、既にフィル・ライノットやシン・リジィとの仕事で知られ、後にカテドラルやクレイドル・オブ・フィルス等の作品も手掛けるキット・ウールヴェンによる。

## 反響・評価
本作からの先行シングル「Just Like an Arrow」は全英シングルチャートで83位に達した。続いて5月に本作がリリースされると、全英アルバムチャートでは7週チャート圏内に入り、最高24位を記録。また、マグナムは本作でスウェーデンにおいてもチャート入りを果たし、2回（4週）にわたって44位を記録。
『Classic Rock』誌等に寄稿しているジャーナリストのデイヴ・リングによれば、本作は2004年の時点においても、ファンからマグナムの最高傑作とみなされてきたという。

## 2005年リマスターCD
オリジナル・リリースから20周年を迎えた2005年に発売されたリマスターCD(CMQDD1115)は、デモ音源8曲と約25分のインタビューが収録されたボーナス・ディスクが付属した2枚組CDとなった。

## 収録曲
全曲ともトニー・クラーキン作。
1. "How Far Jerusalem" – 6:26
2. "Just Like an Arrow" – 3:22
3. "On a Storyteller's Night" – 5:00
4. "Before First Light" – 3:52
5. "Les Morts Dansant" – 5:47
6. "Endless Love" – 4:30
7. "Two Hearts" – 4:24
8. "Steal Your Heart" – 3:59
9. "All England's Eyes" – 4:47
10. "The Last Dance" – 3:40

### 2005年リマスターCDボーナス・ディスク
1. "How Far Jerusalem (Demo)" – 5:42
2. "Endless Love (Demo)" – 3:46
3. "Before First Light (Demo)" – 4:26
4. "All England's Eyes (Demo)" – 4:48
5. "Come On Young Love #1 (Demo)" – 3:48
6. "Come On Young Love #2 (Demo)" – 3:30
7. "Cannon (Demo)" – 5:05
8. "The Last Dance (Demo)" – 4:08
9. "Interview" – 24:47

## カヴァー
「Les Morts Dansant」は、パティ・スマイスのアルバム『Never Enough』（1987年）において、「Call to Heaven」と改題した上でカヴァーされた。

## 参加ミュージシャン
- ボブ・カトレイ - ボーカル
- トニー・クラーキン - ギター
- マーク・スタンウェイ - キーボード
- ウォリー・ロウ - ベース
- ジム・シンプソン - ドラムス

アディショナル・ミュージシャン
- Mo Birch - バッキング・ボーカル(on "Les Mort Dansant")